# O'tkir Sultonov
Oʻtkir Toʻxtamurodovich Sultonov (in alfabeto cirillico  Уткир Тухтамурадович Султанов; 14 luglio 1939 – 29 novembre 2015) è stato un politico uzbeko, primo ministro dell'Uzbekistan dal 21 dicembre 1995 fino al 12 dicembre 2003, quando fu sollevato da tale carica.